# Saotis nigriventris
Saotis nigriventris là một loài tò vò trong họ Ichneumonidae.